# Skrew
Skrew − amerykański, pochodzący z Teksasu, zespół muzyczny grający industrial metal. Został założony przez wokalistę i gitarzystę Adama Grossmana. W 1998 roku doszło do rozwiązania grupy, jednak w 2009 nastąpiła reaktywacja.

## Dyskografia
- Burning In Water Drowning In Flames (1992)
- Dusted (1994)
- Shadow Of Doubt (1996)
- Angel Seed XXIII (1997)

## Skład

### Obecny
- Adam Grossman - gitara/śpiew
- Bill Ables - gitara/śpiew
- Joseph Merino - gitara/śpiew
- Laurent Le Baut - gitara basowa
- David Baxter - perkusja

### Byli członkowie
- Danny Lohner - gitara/śpiew
- Mike Robinson - gitara
- Clay Campbell - gitara
- Bobby Gustafson - gitara
- Mike Peoples - gitara basowa
- Brandon Workman - gitara basowa
- Robb Lampmann - gitara basowa
- Chris Ault - instrumenty klawiszowe
- Mark Dufour - perkusja
- Chadwick Davis - perkusja
- Steve Green - gitara
- Jim Vollentine - instrumenty klawiszowe
- Jason L. - gitara
- Marc „Frap Frappier” - gitara basowa
- Chris Istas - perkusja